# Scheldeprijs

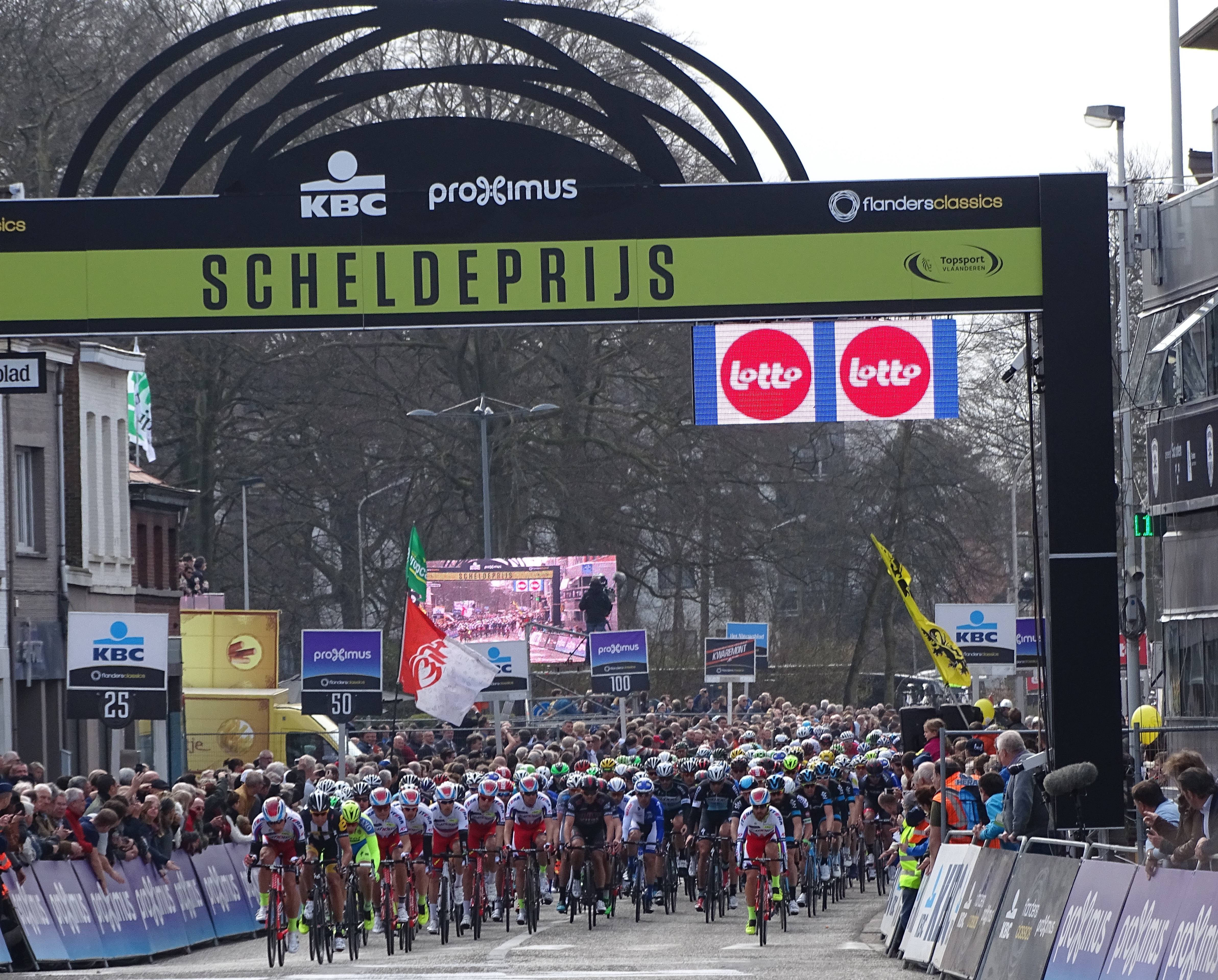
Zieldurchfahrt beim Scheldeprijs 2015

Der Scheldeprijs (nl., früher auch: Grote Scheldeprijs, Scheldeprijs Vlaanderen bzw. Scheldeprijs Schoten, dt.: Scheldepreis, Großer Scheldepreis, Scheldepreis Flandern, Scheldepreis Schoten), benannt nach dem Fluss Schelde, ist ein Straßenradrennen im belgischen Flandern.

## Geschichte
Das Eintagesrennen wurde 1907 zum ersten Mal ausgetragen und ist somit eines der ältesten belgischen Radrennen. Die Erstaustragung begann und endete in Antwerpen. Nachdem bis 1925 die Strecke häufiger wechselte, wurde Schoten zwischen 1926 und 1995 Start- und Zielort. Seit 1996 führt das Rennen von Antwerpen nach Schoten.
Seit 2005 zählt der Scheldeprijs zur UCI Europe Tour und wurde in die Kategorie 1.HC eingestuft. Seit 2020 ist er Teil der neu geschaffenen UCI Proseries. Der Scheldeprijs endete oft in einem Massensprint, weswegen das Rennen auch als Klassiker der Sprinter bezeichnet wird.
2017 wechselte der Start der Flandern-Rundfahrt nach Antwerpen. Beide Rennen werden vom selben Veranstalter organisiert und so wechselte der Start des Scheldeprijs erneut. 2017 startete man einmalig in Mol und seit 2018 im niederländischen Terneuzen, wobei direkt nach dem Start noch neutralisiert der Westerscheldetunnel durchfahren wird, ehe das Rennen in Borssele freigegeben wird.
Zwischen 2012 und 2017 gewann der Deutsche Marcel Kittel fünfmal. Er ist damit vor dem Briten Mark Cavendish und dem Belgier Petrus Oellibrandt mit je drei Siegen Rekordhalter bei diesem Rennen.
2021 wurde der Scheldeprijs erstmals auch für Frauen ausgerichtet. Erste Siegerin war die Niederländerin Lorena Wiebes.

## Palmarès

### Männer
| Jahr     | Sieger                 | Zweiter                         | Dritter                    |
| -------- | ---------------------- | ------------------------------- | -------------------------- |
| 1907     | Maurice Léturgie       | Eugène Platteau                 | François Verstraeten       |
| 1908     | Adrien Kranskens       | Guido De Vogelaere              | Jules Bayens               |
| 1909     | Raymond Van Parijs     | Jules Wiot                      | Georges Baets              |
| 1910     | Florent Luyckx         | Jozef Bouw                      | Louis Valckenaers          |
| 1911     | Florent Luyckx         | Frans Tyck                      | Jean Van Ingelghem         |
| 1912     | Joseph Van Wetter      | Frans Tyck                      | August Vermeylen           |
| 1913     | Joseph Van Wetter      | August Vermeylen                | Louis Ysermans             |
| 1914     | Octave Jacques         | Guillaume Perwez                | Edmond Dessy               |
| 1919     | Isidoor Mechant        | Karel Block                     | Marcel Buysse              |
| 1920     | Victor Lenaers         | Jean-Baptiste Mosselmans        | Jacques Bervoets           |
| 1921     | René Vermandel         | Isidoor Mechant                 | Jacques Van Ruysseveldt    |
| 1922     | Florent Vandenberghe   | Henri Moerenhout                | Alfons Van Hecke           |
| 1923     | Emile Thollembeek      | Maurice De Waele                | Denis Verschueren          |
| 1924     | René Vermandel         | Denis Verschueren               | Armand Van Bruaene         |
| 1925     | Karel van Hassel       | André Verbist                   | Rik Hoevenaers             |
| 1926     | Marcel Cloquet         | Van Kampenhout                  | Marinus Valentijn          |
| 1926 (2) | Jef Dervaes            | Jan Mertens                     | Louis Delannoy             |
| 1927     | Georges Ronsse         | Armand Van Bruaene              | Rémi Van Impe              |
| 1928     | Jef Dervaes            | André Verbist                   | Jan Mertens                |
| 1929     | Joseph Wauters         | André Verbist                   | Alfred Haemerlinck         |
| 1930     | Denis Verschueren      | Joseph Wauters                  | August Reyns               |
| 1931     | Godfried De Vocht      | Odiel Van Hevel                 | Denis Verschueren          |
| 1932     | Godfried De Vocht      | Denis Verschueren               | Auguste Verdyck            |
| 1933     | Jan-Jozef Horemans     | Louis Hardiquest                | Louis Duerloo              |
| 1934     | Léon Tommies           | Alfred Haemerlinck              | Jef Moerenhout             |
| 1935     | Gérard Loncke          | Edward Vissers                  | Gustaaf Deloor             |
| 1936     | Marcel Van Schil       | Frans Van Hassel                | Camille Michielsen         |
| 1937     | Sylvain Grysolle       | Michel D'Hooghe                 | Joseph Huts                |
| 1938     | Antoine Dignef         | Aloïs De Bruyne                 | Achiel Buysse              |
| 1939     | Achiel Buysse          | Auguste Toubeau                 | Roger Vandendriessche      |
| 1941     | Stan Ockers            | Odiel Van Den Meersschaut       | Emilie Faignaert           |
| 1942     | Louis Busschops        | Lode Janssens                   | Hector Bruneel             |
| 1943     | Eloi Meulenberg        | Roger Van Melkebeke             | Robert Van Eenaeme         |
| 1946     | Stan Ockers            | Ernest Sterckx                  | Gustaaf Van Overloop       |
| 1947     | René Mertens           | Albert Sercu                    | Henri Bauwens              |
| 1948     | Achiel Buysse          | Frans Knaepkens                 | Theofiel Middelkamp        |
| 1949     | Roger De Corte         | Valère Ollivier                 | Ernest Sterckx             |
| 1950     | André Pieters          | Lode Poels                      | Ernest Sterckx             |
| 1951     | Ernest Sterckx         | Valère Ollivier                 | Georges Claes              |
| 1952     | Roger De Corte         | Karel De Baere                  | Ernest Sterckx             |
| 1953     | Hans Dekkers           | Leo Buyst                       | Karel De Baere             |
| 1954     | Roger Decock           | Willy Lauwers                   | Ernest Sterckx             |
| 1955     | Albéric Schotte        | Marcel Janssens                 | Jozef De Feyter            |
| 1956     | Rik Van Looy           | Marcel Janssens                 | Kaj Allan Olsen            |
| 1957     | Rik Van Looy           | Rik Luyten                      | Jan Van Gompel             |
| 1958     | Raymond Vrancken       | Frans Van Looveren              | Jos Van Bael               |
| 1959     | Willy Butzen           | Lucien Demunster                | Jos Van Bael               |
| 1960     | Petrus Oellibrandt     | Marcel Buys                     | Michel Stolker             |
| 1961     | Raymond Vrancken       | Marcel Janssens                 | Piet van Hees              |
| 1962     | Petrus Oellibrandt     | Guillaume Van Tongerloo         | Victor Van Schil           |
| 1963     | Petrus Oellibrandt     | Guillaume Van Tongerloo         | Hugo Hellemans             |
| 1964     | Jos Hoevenaers         | Jos Huysmans                    | Frans Aerenhouts           |
| 1965     | Willy Vannitsen        | Louis Proost                    | Jos Huysmans               |
| 1966     | Joseph Spruyt          | Henri Pauwels                   | Louis Proost               |
| 1967     | Paul In 't Ven         | Henk Nijdam                     | Joseph Mathy               |
| 1968     | Edward Sels            | Harry Steevens                  | Gerard Vianen              |
| 1969     | Walter Godefroot       | Roger De Vlaeminck              | Marinus Wagtmans           |
| 1970     | Roger De Vlaeminck     | Raf Hooyberghs                  | Alfons Scheys              |
| 1971     | Gustaaf Van Roosbroeck | Frans Mintjens                  | Johan De Muynck            |
| 1972     | Eddy Merckx            | Herman Van Springel             | Willy Planckaert           |
| 1973     | Freddy Maertens        | Louis Verreydt                  | Marc Demeyer               |
| 1974     | Marc Demeyer           | Julien Stevens                  | Englebert Opdebeeck        |
| 1975     | Ronny De Witte         | Dietrich Thurau                 | Freddy Maertens            |
| 1976     | Frans Verbeeck         | Roger De Vlaeminck              | Frans Van Looy             |
| 1977     | Marc Demeyer           | Ludo Peeters                    | Ronan De Meyer             |
| 1978     | Dietrich Thurau        | Martin Havik                    | Aad van den Hoek           |
| 1979     | Daniel Willems         | Frank Hoste                     | Alfons De Wolf             |
| 1980     | Ludo Peeters           | René Martens                    | Jan Raas                   |
| 1981     | Ad Wijnands            | Willy Teirlinck                 | Jos Jacobs                 |
| 1982     | Ludo Schurgers         | Jan Nevens                      | Charles Jochums            |
| 1983     | Jan Bogaert            | Ludo Schurgers                  | Frank Hoste                |
| 1984     | Ludo Peeters           | Jean-Marie Wampers              | Ludwig Wijnants            |
| 1985     | Adrie van der Poel     | Ludwig Wijnants                 | Marc Sergeant              |
| 1986     | Jean-Paul van Poppel   | Wim Arras                       | Eric Vanderaerden          |
| 1987     | Etienne De Wilde       | Jean-Paul van Poppel            | Marnix Lameire             |
| 1988     | Jean-Paul van Poppel   | Eddy Planckaert                 | Hans Daams                 |
| 1989     | Jean-Marie Wampers     | Frank Hoste                     | John van den Akker         |
| 1990     | John Talen             | Eric Vanderaerden               | Johan Museeuw              |
| 1991     | Mario Cipollini        | Jan Bogaert                     | Johan Capiot               |
| 1992     | Wilfried Nelissen      | Johan Museeuw                   | Michel Cornelisse          |
| 1993     | Mario Cipollini        | Wilfried Nelissen               | Giuseppe Citterio          |
| 1994     | Peter Van Petegem      | Dirk De Wolf                    | Dschamolidin Abduschaparow |
| 1995     | Rossano Brasi          | Peter Roes                      | Giovanni Fidanza           |
| 1996     | Frank Vandenbroucke    | Tom Steels                      | Eric Vanderaerden          |
| 1997     | Erik Zabel             | Johan Museeuw                   | Andreï Tchmil              |
| 1998     | Servais Knaven         | Léon van Bon                    | Bart Leysen                |
| 1999     | Jeroen Blijlevens      | Erik Zabel                      | Tristan Hoffman            |
| 2000     | Endrio Leoni           | Jeroen Blijlevens               | Léon van Bon               |
| 2001     | Endrio Leoni           | Jeroen Blijlevens               | Kurt Asle Arvesen          |
| 2002     | Robbie McEwen          | Tom Steels                      | Stefan van Dijk            |
| 2003     | Ludovic Capelle        | Jaan Kirsipuu                   | Steffen Radochla           |
| 2004     | Tom Boonen             | Robbie McEwen                   | Simone Cadamuro            |
| 2005     | Thorwald Veneberg      | Tomas Vaitkus                   | Simone Cadamuro            |
| 2006     | Tom Boonen             | Steven de Jongh                 | Gert Steegmans             |
| 2007     | Mark Cavendish         | Robbie McEwen                   | Gert Steegmans             |
| 2008     | Mark Cavendish         | Tom Boonen                      | Robbie McEwen              |
| 2009     | Alessandro Petacchi    | Kenny van Hummel                | Dominique Rollin           |
| 2010     | Tyler Farrar           | Robbie McEwen                   | Robert Förster             |
| 2011     | Mark Cavendish         | Denis Ramiljewitsch Galimsjanow | Jauhen Hutarowitsch        |
| 2012     | Marcel Kittel          | Tyler Farrar                    | Theo Bos                   |
| 2013     | Marcel Kittel          | Mark Cavendish                  | Barry Markus               |
| 2014     | Marcel Kittel          | Tyler Farrar                    | Danny van Poppel           |
| 2015     | Alexander Kristoff     | Edward Theuns                   | Jauhen Hutarowitsch        |
| 2016     | Marcel Kittel          | Mark Cavendish                  | André Greipel              |
| 2017     | Marcel Kittel          | Elia Viviani                    | Nacer Bouhanni             |
| 2018     | Fabio Jakobsen         | Pascal Ackermann                | Chris Lawless              |
| 2019     | Fabio Jakobsen         | Max Walscheid                   | Chris Lawless              |
| 2020     | Caleb Ewan             | Niccolò Bonifazio               | Bryan Coquard              |
| 2021     | Jasper Philipsen       | Sam Bennett                     | Mark Cavendish             |
| 2022     | Alexander Kristoff     | Danny van Poppel                | Sam Welsford               |
| 2023     | Jasper Philipsen       | Sam Welsford                    | Mark Cavendish             |
| 2024     | Tim Merlier            | Jasper Philipsen                | Dylan Groenewegen          |
| 2025     | Tim Merlier            | Jasper Philipsen                | Matteo Moschetti           |

### Frauen
| Jahr | Siegerin      | Zweite          | Dritte           |
| ---- | ------------- | --------------- | ---------------- |
| 2021 | Lorena Wiebes | Emma Norsgaard  | Elisa Balsamo    |
| 2022 | Lorena Wiebes | Chiara Consonni | Rachele Barbieri |
| 2023 | Lorena Wiebes | Charlotte Kool  | Chiara Consonni  |
| 2024 | Lorena Wiebes | Charlotte Kool  | Martina Fidanza  |
| 2025 | Elisa Balsamo | Charlotte Kool  | Chiara Consonni  |